# Tiffanie Vanderdonckt
Tiffanie Vanderdonckt (1 januari 2000) is een Belgisch voetbalster.

## Levensloop
Vanderdonckt begon haar voetbalcarrière bij Verbroedering Beersel-Drogenbos, vervolgens speelde ze bij KFC Rhodienne-De Hoek, RSC Anderlecht en Eendracht Aalst. In juni 2017 maakte ze de overstap naar KAA Gent, maar keerde in 2019 terug naar Eendracht Aalst.
Daarnaast is ze sinds juni 2019 ook actief in het futsal bij FP Halle-Gooik.